# Гефітиніб
Гефітиніб (англ. Gefitinib, лат. Gefitinibum) — синтетичний лікарський препарат, який належить до групи інгібіторів протеїнтирозинкінази, що застосовується перорально. Гефітиніб уперше синтезований у Японії, та уперше схвалений FDA у 2003 році для лікування недрібноклітинного раку легень. Оригінальний препарат гефітинібу випускає компанія «AstraZeneca» під торговою маркою «Іресса». Гефітиніб також отримав статус орфанного препарату для лікування недрібноклітинного раку легень із мутацією рецептора EGFR.

## Фармакологічні властивості
Гефітиніб — синтетичний лікарський засіб, який належить до групи інгібіторів протеїнтирозинкінази. Механізм дії препарату полягає в інгібуванні ферменту тирозинкінази рецептора епідермального фактора росту людини. Це призводить до пригнічення фосфорилювання рецепторів епідермального фактору росту, наслідком чого є порушення процесів мітозу та проліферації клітин. Оскільки мітотична активність є більшою в пухлинних клітин, то гефітиніб переважно блокує ріст та проліферацію пухлинних клітин, а також метастазування пухлини. Біологічною мішенню гефітинібу є білок EGFR. Гефітиніб застосовується як самостійний препарат, так і в комбінації з іншими препаратами для лікування недрібноклітинного раку легень, як місцево розповсюдженого, так і метастатичного. Проте гефітиніб ефективний лише у хворих з мутацією рецептора епідермального фактору росту в екзонах 19 або 21, та малоефективний у хворих без мутації рецептора. Гефітиніб вважається в цілому малотоксичним препаратом, проте при застосуванні високих доз препарату характерним побічним ефектом є масивна інтерстиціальна пневмонія з імовірним летальним наслідком.

### Фармакокінетика
Гефітиніб добре та відносно повільно всмоктується після перорального застосування, біодоступність препарату становить 59 %. Максимальна концентрація препарату в крові досягається протягом 3—7 годин після прийому препарату. Гефітиніб майже повністю (на 90 %) зв'язується з білками плазми крові. Препарат проходить через плацентарний бар'єр, даних за виділення в грудне молоко людини немає. Гефітиніб метаболізується у печінці, частково в пухлинних тканинах, з утворенням переважно неактивних метаболітів, частково малоактивних метаболітів. Виводиться препарат переважно (більш ніж на 90 %) із калом, частково із сечею у вигляді метаболітів. Період напіввиведення гефітинібу становить 41 годину, цей час може змінюватися у хворих із порушенням функції печінки.

## Покази до застосування
Гефітиніб застосовують при недрібноклітинному раку легень, як місцево розповсюдженого, так і метастатичному, із мутацією рецептора епідермального фактору росту.

## Побічна дія
Хоча при застосуванні гефітинібу побічні ефекти спостерігаються відносно часто, гефітиніб вважається відносно нетоксичним препаратом. Проте при застосуванні великих доз препарату характерним побічним ефектом є масивна інтерстиціальна пневмонія з імовірним летальним наслідком. Іншими побічними явищами при застосуванні препарату є:
- Алергічні реакції та з боку шкірних покривів — шкірний висип, свербіж шкіри, алопеція, сухість та еритема шкіри, кропив'янка, підвищення потовиділення, синдром Стівенса-Джонсона, набряк Квінке, синдром Лаєлла, васкуліт, гарячка.
- З боку травної системи — стоматит, сухість у роті, нудота, блювання, діарея, порушення функції печінки, печінкова недостатність, перфорація кишечника, погіршення апетиту, панкреатит.
- З боку органу зору — кон'юнктивіт, сухість склер, кератит, порушення росту вій, вкрай рідко — ерозія рогівки.
- Інші ускладнення — протеїнурія, цистит (рідко геморагічний), носова кровотеча, гематурія.
- Зміни в лабораторних аналізах — підвищення рівня креатиніну в крові, підвищення рівня білірубіну в крові, підвищення рівня активності амінотрансфераз в крові.

## Протипокази
Гефітиніб протипоказаний при підвищеній чутливості до препарату, при вагітності та годуванні грудьми, особам віком до 18 років.

## Форми випуску
Гефітиніб випускається у вигляді таблеток по 0,25 г.